# 傑戈瓦
傑戈瓦（烏克蘭語：Дегова），是烏克蘭西部的村莊，隸屬伊萬諾-弗蘭科夫斯克州的伊萬諾-弗蘭科夫斯克區。該村面積8.31平方公里，2001年人口322，人口密度每平方公里38.7人。